# Los mulatos de Esmeraldas
Los mulatos de Esmeraldas, también conocido como Francisco de Arobe y sus hijos, Pedro y Domingo, Los negros de Esmeraldas y en principio Los reyes negros de Esmeraldas, es un óleo sobre lienzo realizado en el año 1599 por el pintor mestizo Andrés Sánchez Gallque, perteneciente al movimiento artístico conocido como escuela quiteña, dentro del Imperio español. En la actualidad forma parte de la colección del Museo del Prado, en Madrid (España), aunque se encuentra depositado en el Museo de América, de la misma ciudad.
La obra fue mandada pintar por Juan del Barrio de Sepúlveda, oidor de la Real Audiencia de Quito, para enviársela como recuerdo al rey Felipe III de España, y así demostrar la conversión y adoctrinamiento de los llamados cimarrones, esclavos negros huidos de los barcos europeos naufragados en las costas de América, que acababan convirtiéndose en caciques de poblados indígenas y por eso se les consideraba libres.
El cuadro habría llegado a España desde la Audiencia de Quito, en algún barco que hiciera la ruta Lima-Panamá y desde allí por tierra hasta embarcar rumbo a las Antillas donde se uniría a otros barcos para hacer la ruta de vuelta de los galeones repletos de oro o plata, índigo o tabaco, entre otros productos. Realmente el propio lienzo aclara su origen, anotándose en la cartela ubicada en el lateral derecho del mismo, una Dedicatoria que reza lo siguiente: Para Felipe 3, Rey Católico de España y de las Indias, el doctor Juan del Barrio de Sepúlveda, Oidor de la Real Audiencia de Quito, lo mandó hacer a sus expensas, Año 1599.

## Técnica
Cronológicamente el lienzo corresponde al estilo manierista, que se inicia en los Andes alrededor del año 1580 gracias a la llegada de varios pintores italianos, y fue realizado en la técnica de la pintura al óleo sobre un lienzo de 92 cm de alto por 175 cm de ancho.
La obra es única dentro del contexto colonial americano temprano, no solo por su calidad, sino también por la temática civil inusual en aquella época dominada por la imaginería religiosa, y especialmente por toda la documentación asociada que existe sobre los retratados y la situación de las comunidades africanas asentadas en la costa del Pacífico.

### Descripción de la obra
La pintura representa a Francisco de Arobe y sus hijos Pedro y Domingo, de 56, 22 y 18 años de edad respectivamente, quienes eran caciques de la actual región ecuatoriana de Esmeraldas. Los tres personajes, que habitualmente vestían mantas y camisetas como los indios de la región, fueron retratados a la usanza europea con jubón y capa españoles, además de adornos de oro utilizados por los indígenas andinos, como collares, narigueras, orejeras, bezotes y sortijas de barba.
En la obra se encuentran presentes elementos alusivos a tres continentes: Europa en los ropajes y la persona que lo comisionó, África en las lanzas con puntas de hierro que sostienen los caciques, y también América en las joyas que estos usan, además del pintor mestizo que realizó la obra. Se considera que la pintura utiliza el lenguaje pictórico occidental para transmitir al rey de España la imagen del sometimiento a la Corona de una parte de la población cimarrona.
La intención del retrato es presentar a estos nuevos súbditos ante el rey, por lo que la presencia de los sombreros en la mano de dos de los mulatos está señalando simbólicamente por un lado sumisión y respeto, pues no están colocados sobre la cabeza, y por otro al estar vueltos hacia el espectador, mostrando el interior del mismo, evidencia un gesto que sugiere que sus dueños no ocultan dobles intenciones. El valor simbólico del acto de la retirada de los sombreros es importante, pues incluso conforma un episodio del protocolo en la firma de la sumisión de vasallaje y asiento de Alonso de Illescas, el otro cacique mulato de Esmeraldas, que no aparece representado en el cuadro. 
Cronológicamente el lienzo correspondería al estilo manierista, que se inicia en los Andes hacia 1580 de la mano de pintores italianos, aunque había ido calando anteriormente a través de grabados y pinturas que se importaban desde el Viejo Mundo. Lo más probable es que se utilizara como modelo alguna estampa y se siguieran las indicaciones para el retrato de la obra de Francisco de Holanda Tirar polo natural, u otro tratado de fisiognomía. Se encuentra un fuerte parecido en el rostro de don Francisco de Arobe con otros retratos de la época que muestran la misma disposición: cabeza ligeramente desplazada a un lado, de forma que solo es visible una oreja, mirada dirigida al espectador, labios definidos y boca cerrada. En el caso concreto del retrato del rey de Portugal, Don Sebastián, con la Cruz de la Orden de Cristo (P5764) fechado hacia 1575, atribuido a Sánchez Coello y del que existen varias versiones, sorprende la coincidencia anatómica con las proporciones faciales de don Francisco. 
El lienzo está firmado, un hecho poco habitual en la pintura de esta época en el ámbito virreinal, pues la mayoría de las obras son anónimas, más aún teniendo en cuenta que se trata de un artista de origen indígena y que, al menos que se conozca, no volvió a firmar otra obra. Obviamente, el que se tratara de un encargo para el rey de España era una ocasión única para hacerse valer.